# Erik Vlček
Erik Vlček (n. 29 decembrie 1981, Komárno, Republica Socialistă Cehoslovacia, Slovacia) este un caiacist ce a reprezentat Slovacia, medaliat olimpic. A participat la 6 ediții ale Jocurilor Olimpice (2000, 2004, 2008, 2012, 2016, 2020) în care a câștigat 1 medalie de argint și 1 medalie de bronz.